# Liste der Bodendenkmale in Ilsenburg (Harz)
In der Liste der Bodendenkmale in Ilsenburg (Harz) sind alle Bodendenkmale der Kleinstadt Ilsenburg (Harz) und ihrer Ortsteile aufgelistet. Grundlage ist die Veröffentlichung der Landesdenkmalliste mit Stand vom 25. Februar 2016.  Die Baudenkmale sind in der Liste der Kulturdenkmale in Ilsenburg (Harz) aufgeführt.
| Denkmal-ID | Fundart            | Ortsteil     | Bezeichnung                          | Zeitstellung    | Lage                                   | Bemerkungen | Bild            |
| ---------- | ------------------ | ------------ | ------------------------------------ | --------------- | -------------------------------------- | --- | --------------- |
| 428301055  | Wüstung            | Ilsenburg    | Wüstung Wollingerode                 | undatiert       | nordwestlich (Lage)                    | |                 |
| 428301052  | Befestigung > Burg | Ilsenburg    | überbaute Burganlage, Kloster        | undatiert       | Höhenlage, dicht südlich (Lage)        | |                 |
| 428301054  | Befestigung > Burg | Ilsenburg    | Burgruine „Ahlsburg“                 | undatiert       | Eckertal, westlich (Lage)              | |                 |
| 428301056  | Befestigung > Burg | Ilsenburg    | überbaute Burganlage „Marienhof“     | undatiert       | im Ort (Lage)                          | Herrenhof des gräflichen Vorwerks.                                                                                          |                 |
| 428301057  |                    | Ilsenburg    | Kunstgraben „Mönchsgraben“           | undatiert       | zur Ilse, südlich (Lage)               | Im Schlosspark. | weitere Bilder: |
| 428301053  | Befestigung > Burg | Ilsenburg    | Burgruine „Ilsestein“                | 10. Jahrhundert | Spornlage über Ilsetal, südlich (Lage) | |                 |
| 428301025  | Befestigung > Burg | Darlingerode | überbaute Burgstelle „Edelhof“       | Mittelalter     | Südteil (Lage)                         | |                 |
| 428301026  | Wüstung            | Darlingerode | Wüstung „Köhlerberg“                 | Mittelalter     | nördlich (Lage)                        | im Feld keine Reste erkennbar, lediglich in kleinem Waldstück südwestlich des Fundpunktes könnten sich Reste erhalten haben |                 |
| 428301027  |                    | Darlingerode | Gerichtsstätte                       | Mittelalter     | Friedhof, Ortslage (Lage)              | |                 |
| 428301028  | Befestigung > Burg | Darlingerode | abgetragene Höhenburg „Kapitelsberg“ | undatiert       | im Wald, südlich (Lage)                | Kapitelsberg und Reste der Burg liegen bereits auf dem Territorium von Wernigerode                                          |                 |